# HATNet Project
Dự án Mạng kính thiên văn tự động Hungary (HATNet) là một mạng lưới gồm sáu kính thiên văn "HAT" hoàn toàn tự động.  Mục tiêu khoa học của dự án là phát hiện và mô tả các hành tinh ngoài hệ mặt trời bằng phương pháp vận chuyển.  Mạng này cũng được sử dụng để tìm và theo dõi các ngôi sao biến sáng.  Mạng được duy trì bởi Trung tâm Vật lý thiên văn Harvard-Smithsonian.
Từ viết tắt HAT là viết tắt của Kính thiên văn tự động do Hungary sản xuất, bởi vì nó được phát triển bởi một nhóm nhỏ người Hungary đã gặp qua Hiệp hội Thiên văn Hungary.  Dự án bắt đầu vào năm 1999 và đã hoạt động đầy đủ kể từ tháng 5 năm 2001.

## Trang thiết bị
Công cụ nguyên mẫu, HAT-1 được chế tạo từ năm 180   tiêu cự mm và 65   Khẩu độ ống kính tele của Nikon và chip Kodak KAF-0401E 512 × 768, 9   m pixel.  Thời gian thử nghiệm là từ năm 2000 đến 2001 tại Đài thiên văn Konkoly ở Budapest.
HAT-1 đã được vận chuyển từ Budapest đến Đài thiên văn Steward, Kitt Peak, Arizona, Hoa Kỳ, vào tháng 1/2001.  Việc vận chuyển gây ra thiệt hại nghiêm trọng cho các thiết bị.
Kính thiên văn được chế tạo sau này sử dụng Canon 11   ống kính cm đường kính f / 1.8L cho trường rộng 8 ° × 8 °.  Nó là một thiết bị hoàn toàn tự động với các cảm biến thiết bị kết nối sạc (CCD) 2K x 2K.  Một công cụ HAT hoạt động tại Đài quan sát khôn ngoan.
HAT được điều khiển bởi một PC Linux duy nhất mà không có sự giám sát của con người.  Dữ liệu được lưu trữ trong cơ sở dữ liệu MySQL. 

### HAT-South
Từ năm 2009, ba địa điểm khác đã tham gia HATNet với kính viễn vọng có thiết kế hoàn toàn mới.  Các kính viễn vọng được triển khai đến Úc, Namibia và Chile.  Mỗi hệ thống có tám (2 * 4) Takahashi Epsilon gắn kết song song (180)   mm đường kính, f / 2.8) astrographs với Apogee 4k * 4k CCD với các lĩnh vực của quan điểm chồng chéo.  Các máy tính xử lý là các PC công nghiệp dựa trên Xenomai với dung lượng lưu trữ 10 TB.  Tài trợ được cung cấp cho đến năm 2013.

## Người tham gia dự án
HAT-1 được phát triển trong các nghiên cứu đại học (và cũng là năm đầu tiên) của Gáspár Bakos (Đại học Eötvös Loránd) và tại Đài thiên văn Konkoly (Budapest), dưới sự giám sát của Tiến sĩ Géza Kovács.  Trong sự phát triển của József Lázár, István Papp và Pál Sári cũng đóng một vai trò quan trọng.

## Các hành tinh được phát hiện
Hai mươi chín hành tinh ngoài hệ mặt trời đã được phát hiện bởi dự án HATNet (lưu ý rằng việc phát hiện hành tinh WASP-11b / HAT-P-10b, WASP-40b / HAT-P-27b và WASP-51b / HAT-P- 30b đã được công bố đồng thời bởi nhóm SuperWASP).  Tất cả đã được phát hiện bằng phương pháp vận chuyển.  Ngoài ra, theo dõi vận tốc hướng tâm đã phát hiện thêm một người bạn đồng hành, hoặc là một hành tinh lớn hoặc một sao lùn nhỏ màu nâu xung quanh ngôi sao HAT-P-13, khiến đây trở thành hành tinh chuyển tiếp được biết đến đầu tiên trong một hệ thống có bạn đồng hành bên ngoài trong một đặc điểm tốt quỹ đạo.
Các hàng màu lục nhạt cho thấy hành tinh quay quanh một trong những ngôi sao trong hệ sao nhị phân.

### Dự án tìm kiếm hành tinh ngoài hệ mặt trời khác
- Khảo sát Exoplanet xuyên Đại Tây Dương hoặc TrES
- SuperWASP hoặc WASP
- Kính thiên văn XO hoặc XO
- Kính thiên văn cực nhỏ Kilodegree hoặc KELT
- Khảo sát quá cảnh thế hệ tiếp theo hoặc NGTS

### Hành tinh ngoài hành tinh tìm kiếm tàu vũ trụ
- COROT là tàu vũ trụ CNES / ESA được ra mắt vào tháng 12 năm 2006
- Nhiệm vụ Kepler là tàu vũ trụ của NASA ra mắt vào tháng 3 năm 2009

## Liên kết ngoại
- Khảo sát Exoplanet của HATNet Lưu trữ ngày 4 tháng 4 năm 2019 tại Wayback Machine
- Khảo sát Exoplanet của HATSouth Lưu trữ ngày 29 tháng 1 năm 2019 tại Wayback Machine
- Hiệp hội thiên văn Hungary
- Kính viễn vọng tự động do Hungary sản xuất
- Bách khoa toàn thư hành tinh